# Escharoides monstruosa
Escharoides monstruosa är en mossdjursart som först beskrevs av Arnold Girard Kluge 1946.  Escharoides monstruosa ingår i släktet Escharoides och familjen Exochellidae. Inga underarter finns listade i Catalogue of Life.